# 西津昌廣
西津 昌廣（にしず まさひろ、1956年 - ）は、日本の実業家。初代ヤマト住建代表取締役会長。前代表取締役社長。

## 経歴
大阪府八尾市出身。1974年、大阪府立山本高等学校卒業。

## 略歴
- 1986年11月　ヤマト住建創業
- 2017年4月1日　代表取締役会長

## 経営理念
「万人に喜びを」をスローガンに、顧客・地域社会・取引先・社員に喜んでもらえる企業を目指す。特に顧客には、住まいを通じた幸せづくりの一端を担うことを目標としている。住宅・建物というハード面とアフターサービスなどのソフト面の両面から、顧客の満足と喜びを追求する。住まいを通じて全国の顧客に喜んでもらえる企業になるため、ヤマト住建は「長寿命」「広い」「安い」「高性能」の家づくりを追求し、日本の住宅を世界基準レベルの性能に引き上げ、皆様が健康で快適に暮らせるように導くことを使命としている。

## 人物
1961年9月16日、5歳の時に第2室戸台風を経験。統計史上最大となったこの暴風雨により、屋根の瓦がバリバリ、カラカラと飛び散り、柱はギシギシ、ガタガタと音を立てて軋んだ。皆が父にしがみつき、あわや倒壊かというところで危機を乗り越えた。この体験から「頑丈で何があってもビクともしない家」がほしいと思うようになり、それが生涯の仕事となった。好きな言葉は「自分の限界に挑戦してこそ、人生の醍醐味を味わえる」。

## 趣味
- 人と交わり感動しあえる仲間を増やしていくこと。[3]